# 股交
股交（英語：或femoral/interfemoral sex）是一種非插入式性行為，當中男性的陰莖會放置在對方的大腿內側之間，彼此胯部進行推移以磨蹭之。此一行為在公元前几个世纪的古希腊社会仍屬常見。當時不同的著作和藝術品都對之有所刻畫。後來，性悖軌法開始懲罰從事股交者，社會對它的態度亦變得負面。17世紀，股交成了多篇文學作品的題材，在文化界中佔有一席之位。貴族梅尔文·图切特因為從事股交而干犯性悖軌法。此案在經過審判後，終令人們把股交視為男男性行為的一部分。
當代不少人都會從事股交，無分性取向——成年女性表示它能讓自己達至性高潮。在過去，巴黎的性交易從業者很多都會跟嫖客進行股交；生活在非洲和亞洲部分地區的男性亦把它視作正常的性行為。南非人曾以股交去預防艾滋病，不過後來則紛紛改用其他方法。
研究者已就股交進行過大大小小的研究，增加人們的有關認識。它跟懷孕和艾滋病的關係十分薄弱，故此人類免疫缺陷病毒（HIV）測試呈陽性者可以之進行較為安全的性行為。研究发现，一定比例的性侵犯案件跟股交有關；儘管此一行為往往只會留下少量物證，甚至不留下任何證據。

## 詞源

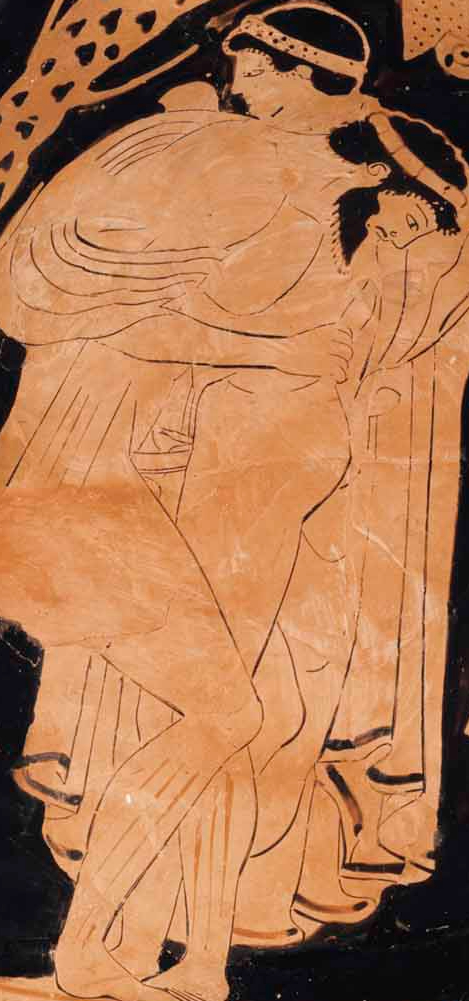
早期描畫股交的畫作。《情色希臘》（Greek Erotica）的著者马丁·F.基尔姆（Martin F. Kilmer）形容，它描畫了「最常見的體位」

1978年，肯尼斯·丹佛在其著作《希腊同性恋》中首度使用「intercrural sex」去表示股交。丹佛以之代指成年男性與少年之間的性行為。古希腊則會把股交稱作διαμηρίζειν（diamērizein，意指「在大腿間做事」）。《韦氏词典》定義股交為伴侶「把他的陰莖......放置在對方[緊合]的大腿之間......彼此推移以磨蹭之」。在英語中，「coitus interfemoris」、「thigh sex」、「interfemoral sex」跟股交同義。
剑桥大学的朱卫康（Kang Tchou）表示，丹佛的定義接近於保萨尼亚斯的「天籁之爱」。後者提倡「成年男性與少年應建立終生不渝的關係，同時以此促進少年的智力發展」。

## 歷史演變

### 古代與中世紀

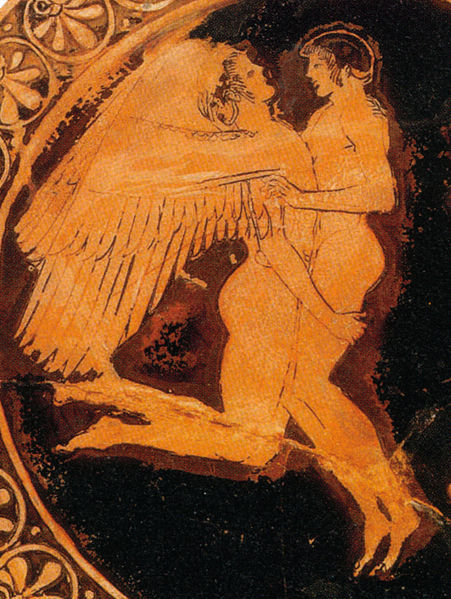
另一幅描畫股交的希臘畫作。當中可見帶翅膀的神（厄洛斯或阿涅摩伊）跟年輕男子（可能是雅辛托斯）進行股交

在古希臘，少年愛習俗參與者常會從事股交——當時的希臘社會禁止年輕男子以股交以外的方式與較年長者發生性行為。它跟「被愛者」此一關係角色有關。不過研究者尚未了解股交在該些關係中有多重要，而且他們可能更熱於從事肛交。股交在當時已不是男同性戀者的專利；到了公元早期，希腊社会越来越鼓励人們多跟女性發生性行為，致使從事股交者大為減少。
花瓶等藝術品都有從事股交者的蹤影——當時不少著作皆有探討這些「求愛場景」。公元前5世纪后，甚少畫作會描繪股交，有的都差不多只會在黑彩陶器上見到。根據後世的說法，季蒂昂的芝诺和阿里斯托芬都在創作自身作品時受該一行為啟發。後者更因此成為首位於書面上提到異性股交的人物。埃斯库罗斯在其筆下的劇作《阿基里斯三部曲》中，加入有關成年男性從事該行為的暗示。瓊·羅格登形容，對於古希腊人而言，股交就是「男同性戀者的傳教士式體位」。
後來，一些歐美國家相繼實施性悖軌法，把股交納入規管範圍之內。15世紀的意大利把之視為恶名昭彰的性悖軌行為。文藝復興時期的威尼斯則可能會判處從事者死刑。中世纪的忏悔书经常强调股交為罪，並就干犯者的忏悔方法给出指示；早期基督教則認為股交比肛交「更值得人尊重」。
中世紀的阿拉伯社會同樣譴責股交，但相對而言它們較不重視這種行為，故從事者亦不用受到嚴厲懲罰。

### 近代

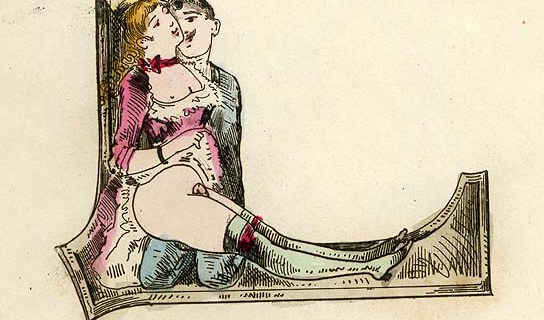
於19世紀誕生的情色畫作。它描畫了異性間的股交

到了近代英语時期，著者開始以「rubbing」（磨蹭）和「frigging」（可恨的[行為]）代指股交。文学作品和讽刺诗都有描述股交，此一情況可能令更多人嘗試之。像梅爾文·圖切特案般的性悖軌案件偶會提到股交。圖切特案對當時的性文化產生一定影響——它使許多人意識到男同性戀者在性事上的習慣，致使他們可能產生一種文化觀念——認為股交乃男男性行為者的主要性活動。
1660年起，愈來愈多的文學作品提到股交。理查德·埃曼相信，奥斯卡·王尔德只從事過股交，故他不應背負性悖軌罪的罪名。1885年，英国议会通过一項法規，令任何從事「严重猥亵」行为的男男性行為者都可按《拉布谢尔修正案》處罰。股交因為不屬於性悖軌行為，故成為新法規的規管對象。
魏瑪共和國和納粹德國皆把同性之間的股交視為公訴罪，不過德属西南非洲並沒有訂立禁止上述情況的法規。18世紀，巴黎的性交易從業者很多都會跟嫖客進行股交，其受歡迎程度僅次於陰道性交。马拉维人和莫桑比克人會在礦場進行股交。南非礦工亦跟其他同性礦工從事之。在歐洲殖民者來到之前，贊德战士只會跟年輕伴侶從事股交；股交在前殖民時代的亞洲挺為常見。
祖鲁人把股交稱為「okusoma」。南非年輕人在很長的一段時間內都接受股交，並藉此控制人口增長。傳統祖鲁文化鼓励青年從事股交，視之為性社會化的一部分。該一文化亦支持未婚的年轻伴侶從事股交。在日本，於1956年通過的《賣春防止法》雖為了防止性交易而制定，但它僅把陰道性交列在規管範圍內。於是業界為了在避免觸法的範圍內繼續運作，而改提供像股交般的服務。1989年，一份有關南非德班某座城市的報告提到：
有一些证据......表明，於保守派家庭成長的孩子仍被教導有關「okusoma」的事，亦即我們所認識的股交。基督教家庭則為保貞潔，而不再這樣教導。
（页面存档备份，存于）

## 統計

### 性侵犯
1994年，希克森（Hickson）等人發表了一項研究，於當中就219例英國男性性侵犯受害個案進行分析，結果發現當中5例為強迫股交。2014年，斯里兰卡270例經醫學評估的性侵犯個案中，有18例據報跟股交有關。受害者年齡從4歲到19歲不等。醫師在該些受害人身上找不到任何創傷。另一項研究則就可倫坡區14歲至19歲少年的性侵犯受害情況進行調查。研究者把受害人提供的資料歸納後，發現股交為當中第二常見的性行為，其常見程度僅次於口交。52例中有20例涉及到被迫股交。
1957年，帕尔分析了美国148名曾侵犯兒童的性罪犯，結果顯示當中6%曾以股交的方式侵犯兒童。就兒童性虐待的情況而言，股交一般不會為受害人的身體留下任何證據。

### 安全性與社會認知
雷普利（Ripley）等人於1973年發表的調查顯示，在眾多14歲的受訪者當中，只有4成少女認為股交不會使人懷孕，有關數字於少年組更跌至3成。另一項於奈及利亞進行的研究則找來了298名人類免疫缺陷病毒（HIV）測試呈陽性者。當中13名認為HIV能透過股交傳播；此外亦有30名認為股交不會传播HIV；其餘255名表示不確定。股交是有效預防HIV傳播的性行為，其傳播風險低於陰莖－陰道交。埃普雷希特（Epprecht）在2019年寫道，於礦場從事股交並沒有釀成「性传播感染的風險」。2015年，米斯特（Mistry）和贾（Jha）在衡量股交的懷孕風險時寫道：「由於當中陰莖並沒有進入陰道或肛門，所以股交是一種安全性行為」 。
南非人曾以股交去預防愛滋病。一項於1997年發表的研究發現，12.5%受訪青少女把股交視為預防愛滋病的方法。它曾是南非农村成年人最常採用的避孕方法。2012年，夸祖鲁-纳塔尔大学的玛丽·范·德·里特（Mary van der Riet）寫道：「人們在避孕上愈來愈不依賴股交，紛紛改用注射劑。此一情況為推廣安全套創造出有利條件，有助應對人類免疫缺陷病毒和愛滋病」。

### 盛行率
雪儿·海特曾在1976年與1981年兩度發表性研究調查，於當中披露她的研究成果。她的研究結果顯示，一些女性可以靠着接觸大腿內側來刺激陰蒂，以此達至性高潮。斯里兰卡人頗為熱於從事股交——根據一項於2006年發表的研究，當地4.2%女性報稱有從事過股交，而20.7%男性報稱有跟同性從事股交的經驗。一份於1997年發表的報告則調查了加尔各答郊區男男性接觸人群（MSM）的性健康需要。它最終發現，受訪男性約有73%曾經參與股交，雖然這比率可能受到人口因素之影響而有所變化。該次調查中除了有82%印度教徒與88%中等收入男性報稱從事過股交之外，還有54%性工作者、50%低收入男性、40%穆斯林宣稱自己曾從事之。

## 註腳
1. ↑  丹佛等古典學者認為參與者只會從事股交[9]。丹佛更表示它是「標準行為」[10]。
2. ↑  不過當時兩者皆沒提到異性之間的股交[13]。
3. ↑  圖切特因以股交達到性高潮，故干犯了性悖軌法，最終被處以死刑[23]。
4. ↑  自1670年起，性悖軌的法律定義愈來愈收緊，致使股交不再視為「性悖軌」[23]。
5. ↑  《1967年性犯罪法（英语：Sexual Offences Act 1967）》容許21歲以上的成年人在合意的情況下從事同性性行為[28]。
6. ↑  在當地稱為素股[42]。
7. ↑  雷普利等人認為股交並非理想的避孕方法[49]。

## 外部連結
- Pre-marital intercrural sex known as soma in Zulu tradition
- Dan Savage on Abraham Lincoln and femoral intercourse (third letter) （页面存档备份，存于）